# 福岡女学院中学校・高等学校
福岡女学院中学校・高等学校（ふくおかじょがくいんちゅうがっこう・こうとうがっこう）は、福岡県福岡市南区曰佐に所在し、中高一貫教育を提供する私立女子中学校・高等学校。

## 概要
1885年の創立以来受け継がれてきた学院聖句 「わたしはぶどうの木、あなたがたはその枝である。」に立ち、すべての人間が「大切なひとり」であり、「神と隣人へとの愛に生きることを要とする、聖く、正しく、賢く、美しく、強い主体的人格の形成」を目指す教育を展開しているキリスト教学校である。そして進みゆくグローバル化社会を担えるような、豊かな知性と感性を兼ね備えた女性を培う教育を目指している。
教育の特徴としては、「英語の女学院」として有名な英語教育、それを基にした国際交流、さらに感性を豊かに育てる芸術教育、「大切なひとり」を基にしたきめ細かい個別指導などが挙げられる。

## 英語教育
本校はアメリカの宣教師により創設され生きた英語教育を伝統的に行ってきた。その伝統の中で2003年度より文部科学省の「スーパーイングリッシュランゲージハイスクール」(SelHi) の指定を2期連続6年で受け、さらに2009年度は同省の「英語教育改善のための調査研究」指定校に選出された。計7年の研究成果を基に、四技能（「読む」「書く」「聞く」「話す」）のバランスを考えた英語教育が展開され、問題を解くための英語から、日常で使うための英語の習得を目標としている。中学の時期から英語による英語授業が行われている。
同校の英語教育の特徴に多読の授業が挙げられる。多読とは、易しい英語の本をたくさん読むことによって、「使える」英語を無理なく身に付けられるという英語教育法である。多読用の洋書（幼児が読む絵本から小説まで）は7000冊に及び、九州内では圧倒的な蔵書数である。この教育法によって生徒が持つ英語への拒絶感は軽減され、読んでいる生徒の中には、帰国生でなくてもトワイライトやハリーポッターなどの原書が読めるようになった生徒も出てきている。
SelHiを中心とした英語教育の実績が高く評価され、県内はもとより、県外の進学校や県議会議員なども多数視察に来ている。

## 国際交流
近年、社会がグローバル化していく中、国際交流がより盛んになっている。タイにあるチュラーロンコーン大学附属高校の生徒、韓国にある三聖女子高校の生徒等をはじめ、アメリカ、カナダ、イギリス、ドイツ、イタリア、フィンランド、ポーランド、フランス、スロベニア、オーストラリア、ニュージーランド、コロンビア、インド、シンガポール、台湾等から短期、長期にわたる留学生を受け入れている。
チュラーロンコーン大学附属高校、三聖女子高校とは提携を結んでいる。
また本校からはイギリス、オランダ、タイ、韓国、アメリカ、カナダ、オーストラリア、ニュージーランド、コスタリカ等へ生徒たちを留学生として派遣している。

## 芸術教育
本校は伝統的に芸術教育に力を入れている。高校に音楽科を設置していることもあり、プロの演奏家たちを教師に迎え音楽教育を行っている。中学では、バイオリンの授業が必須。
また美術の授業では「よく見る」、「描き急がない」、「時間をじっくりとかける」ということをモットーに制作を行う。一つの作品に4ヶ月から半年ぐらいかけて取り組む。一つのことにじっくりと取り組む経験が大切であり、時間を積み上げることでしか人は力が付かないのだという考えの下行われている。有名な授業に「土を描く」というものがある。

## 学習
学校生活の中心は授業であり、いわゆる主要5教科の授業は基本である。中学では課外授業、土曜講座（通信添削教材学習会）、強化学習会（全学年対象）、アシストクラス（中1・中2対象）、テスト前学習会・テスト後学習会、週末課題などそれぞれの習熟層をフォローする仕組みがある。高校では進学クラス（私立文系）と特進クラス（国文・理系）に分かれ、進路に則した学習指導がなされている。

## クラブ活動
運動系
- サッカー部★
- 卓球部（高校から）
- バドミントン部
- 硬式テニス部
- 陸上部★
- バレーボール部★ - 全国高校総体 3回出場（2021年、2023年、2025年）、春の高校バレー 1回出場（第76回）
- バトン部

文化系
- アニマ・イラスト部
- ESS部
- 放送研究部
- 演劇部
- Missionオーケストラ部
- 音楽部（ミュージカル ）
- 茶道部
- 写真部
- 美術部
- 映画研究同好会
- 園芸同好会
- 軽音楽同好会（高校から）
- 調理同好会
- 筆曲同好会
- 短歌同好会

その他
- ハンドベル ・クワイヤ
- Missionクワイヤ（聖歌隊）
- YWCA（ボランティア）

★は強化指定部

## サッカー部
サッカーなでしこリーグに属する福岡J・アンクラスは、元々本校の部活動から出発した歴史がある。しかし、トップチームがプロリーグに昇格したこともあって、日本サッカー界のルール変更でプロとアマのけじめをつける必要に迫られた事情から、アンクラスのユースとして組み込まれていた本校サッカー部（ANCLASユース福岡女学院SS）は、2011年4月にアンクラスから分離され、純然たる部活動に戻った。このため現在のアンクラスには本校在校生は一人もいない。

## バレーボール部
2021年全国高校総体に初出場を果たしており、2023年と2025年に出場をしている。2024年に第76回春の高校バレー初出場を果たした（1回戦敗退）。

## 中高と大学の連携
本校は福岡女学院大学、福岡女学院看護大学の併設校であり、中高と大学の連携がなされている。高校では大学講義の授業があり（選択制）、韓国語、メディア論、心理学、幼児教育、国際キャリアなど幅広い教養が学べる。また中学のキャリア学習においては、福岡女学院看護大学での研修が行われる。中学の学習サポートとしてアシストクラスがあり、教職課程を受講している学生が中学生に勉強を教える仕組みもある。その他多岐に渡って中高と大学の連携が行われている。

## 寄宿舎
敷地内にカナン寮という寄宿舎がある。定員は60名で、中学から入寮が可能である。主に、家から学校まで距離が遠い生徒が利用している。キリスト教精神に基づいた共同生活を営んでいる。休日には帰省可能。

## 宗教教育
ミッションスクールである本校では建学の精神に基づき宗教教育が行われている。毎日20分間の礼拝が行われ、2008年にギール記念講堂に設置されたパイプオルガン（ガルニエ社）の伴奏で讃美歌を歌う。礼拝は福岡女学院の根幹であり、変えてはならない精神として位置付けられている。クリスマス礼拝では全校生徒によるハレルヤコーラス（ヘンデル「メサイア」より）が行われる。同窓会では讃美歌やハレルヤコーラスが歌われることがよくある。キリスト教教育強調日では、社会の問題をキリスト教的に考察し、全校生徒で討論を行う。
クリスチャンでなければ本校に入学できないという誤解が時々あるが、クリスチャンであるかないかは入学資格には一切関係ない。

## 制服
1921年、当時の校長エリザベス・リーの発案により、欧米で高級子供服として流行していたセーラー服を制服として制定。現在でも当時のデザインを基本的には踏襲している。このデザインがセーラー服の先駆けとなり、全国に広まったことは有名な話である。（日本で初めてセーラー服を制服に制定した学校は、1920年の「平安女学院」（京都）とされているが、現在一般的に見られるような上下セパレート型のセーラー服を制服として最初に採用したのは福岡女学院であると服飾史上いわれている。）
冬服
濃紺サージ地のセーラー服。袖口と襟に3本の濃いえんじ色のラインが入る。ネクタイの素材は絹でラインと同色。胸当てに白い錨の刺繍が入る。1921年制定。
夏服
空色ギンガム地のセーラー服。袖口と襟に3本の白色のラインが入る。ネクタイの素材は絹で黒色。1923年制定。
鞄(鍵付き)は指定で通学靴はローファー 。
2015年度に乾カバン、補助バッグをリニューアルした。

## 教育組織
高等学校には次の教育組織がある。
- 普通科 進学クラス（私文総合）、特進クラス（国文・理系）
- 音楽科

## 学校行事
- 4月 - イースター礼拝、親睦遠足、中1ミッションスプリングキャンプ
- 5月 - 創立記念日、メイクィーン、メイポールダンス（5月18日）、中学体育祭
- 7月 - 平和祈念週間
- 8月 - 海外研修旅行（オーストラリア メルボルン）、（韓国）（希望者）、夏季修養会
- 9月 - 女学院祭（9月第1週金曜日・土曜日）
- 10月 - 高校1年修学旅行（京都・奈良）
- 11月 - キリスト教教育強調日、音2年生修学旅行（東京方面）
- 12月 - 音楽科卒業演奏会、マラソン大会、クリスマス礼拝、ヘンデルメサイヤクリスマスコンサート
- 2月 - 中学2年スキー自然教室（新潟・東京）（中学修学旅行は2015年度入学生よりハワイに変更される）
- 3月 - 卒業礼拝、卒業式、海外研修旅行（カナダ ）（希望者）

## 沿革
- 1885年 - 福岡区因幡町（現・福岡市中央区天神）に開校。当初の校名は英和女学校。
- 1888年 - 天神町（現・中央区天神）に新校舎を建築。
- 1916年 - メイクィーン・メイポールダンス開始
- 1919年 - 平尾地区（現・中央区薬院）に移転し、福岡女学校に改称。
- 1921年 - セーラー服を制服に制定。
- 1937年 - 5月28日、ヘレン・ケラーが訪問。
- 1947年 - 学制改革により、福岡女学院中学校が発足。
- 1948年 - 学制改革により、福岡女学院高等学校が発足。
- 1960年 - 曰佐地区（現在地）に移転。
- 1963年 - 音楽科を新設。

## 交通アクセス
- 生徒の主な通学手段
  - 鉄道：西鉄天神大牟田線 、九州旅客鉄道 （JR九州）鹿児島本線
  - 西鉄バス
    - 西鉄大橋駅 ・井尻駅またはJR博多駅 ・南福岡駅から西鉄バス42・45・45-1系統「福岡女学院」または「放送所前」バス停下車（詳細は42番 ・45番・45-1番参照）

## 著名な出身者
- 梓みちよ - 歌手
- 広瀬香美 - 歌手
- 家入レオ - 歌手[1]
- 伊佐山ひろ子 - 女優
- 泉晶子 - 女優
- 牧瀬里穂 - 女優
- 藤吉久美子 - 女優
- 松嵜麗 - 声優
- 井上清華 - アナウンサー
- 大神いずみ - アナウンサー
- 吉竹史 - アナウンサー
- 猶本光 - サッカー選手
- 川村真理 - サッカー選手
- 瀬口かな - アイドル
- 中村理恵 - ピアニスト
- 葉咲うらら - 元宝塚歌劇団宙組娘役
- 都優奈 - 宝塚歌劇団星組娘役
- 藤間紀子 - 実業家

## 併設学校
- 福岡女学院大学
- 福岡女学院看護大学